# غوليانو
غوليانو غونسالفيس غوديز (ولد في 19 مايو 1987 في فيندا نوفا، ميناس جيرايس) هو لاعب كرة قدم برازيلي سابق لعب كحارس مرمى.

## روابط خارجية
- غوليانو على موقع قاعدة بيانات كرة القدم.إي يو (الإنجليزية)